# 1742년
1742년은 월요일로 시작하는 평년이다.

## 연호
- 청(淸) 건륭(乾隆) 7년
- 일본(日本) 간포(寛保) 2년
- 후 레 왕조(後黎朝) 까인흥(景興) 3년

## 기년
- 류큐(琉球) 쇼케이왕(尚敬王) 30년
- 청(淸) 고종 건륭제(高宗 乾隆帝) 7년
- 조선(朝鮮) 영조(英祖) 18년
- 후 레 왕조(後黎朝) 현종(顯宗) 3년

## 사건
- 1월 24일 - 카를 7세, 신성 로마 황제로 즉위.

## 탄생
- 5월 13일 - 오스트리아의 여대공 마리아 크리스티나 폰 테센 여공작. (~1798년)
- 12월 16일 - 프로이센의 군인 게프하르트 레베레히트 폰 블뤼허. (1819년~)
- 12월 19일 - 스웨덴의 화학자 칼 빌헬름 셸레. (1786년~)